# NGC 1273
NGC 1273 је лентикуларна галаксија у сазвежђу Персеј која се налази на NGC листи објеката дубоког неба.
Деклинација објекта је + 41° 32' 24" а ректасцензија 3h 19m 26,8s. Привидна величина (магнитуда) објекта NGC 1273 износи 13,3 а фотографска магнитуда 14,3. Налази се на удаљености од 76,671 милиона парсека од Сунца. NGC 1273 је још познат и под ознакама MCG 7-7-59, CGCG 540-99, PGC 12396.